# Shrek the Musical
Shrek the Musical (Shrek: O Musical em português) é um espetáculo. com músicas de Jeanine Tesori, texto e letras de David Lindsay-Abaire. É baseado no filme Shrek, produzido pela Dreamworks em 2001, e no livro Shrek!, de William Steig, publicado em 1990. Depois de realizar apresentações experimentais do espetáculo em Seattle, a produção original estreou na Broadway em dezembro de 2008 e se encerrou em janeiro de 2010. Em seguida, foi realizada uma turnê pelos Estados Unidos, que começou em 2010, e uma produção na West End de Londres, a partir de Junho de 2011. Desde seu lançamento, os direitos do musical foram disponibilizados para produções internacionais independentes que escolhessem sediar o espetáculo em seus palcos, começando com uma produção israelita em 2010.
Em 2012, a Kabuki Produções promoveu a realização do espetáculo no Brasil. Com orçamento de R$ 10 milhões, a produtora iniciou temporada no Teatro João Caetano, no Rio de Janeiro, e depois seguiu para o Teatro Positivo, na cidade de Curitiba (PR), Recife, e por fim uma temporada de sucesso em São Paulo no Teatro Bradesco. O elenco contava com Diego Luri no papel do protagonista Shrek, Sara Sarres como Fiona, Rodrigo Sant´Anna como Burro e Marcel Octavio na pele do Lord Farquaad. Já na temporada de São Paulo Beto Sargentelli assumiu o papel de Burro Falante, bem como Giulia Nadruz assumiu o papel de Fiona e Felipe Tavolaro o papel de Lord Farquaad.

## História

### Desenvolvimento
Lindsay-Abaire e o diretor Jason Moore começaram a trabalhar no espetáculo em 2002, com Tesori integrando a equipe a partir de 2004. Uma leitura foi feita em 10 de Agosto de 2007, com Stephen Kramer Glickman no papel título, Celia Keenan-Bolger como Princesa Fiona, Robert L. Daye Jr. como Burro e Christopher Sieber como Lord Farquaad.

### Premiére em Seattle (2008)
O musical teve suas primeiras apresentações em Seattle, no 5th Avenue Theatre. As pré-estreias começaram em 14 de Agosto de 2008, com estreia em 10 de Setembro do mesmo ano. As apresentações experimentais seguiram até 21 de setembro, com críticas em geral favoráveis. O espetáculo foi citado como uma das poucas adaptações do cinema para o palco feitas "com o coração". O elenco principal incluía Brian d´Arcy James como Shrek, Sutton Foster como Princesa Fiona, Christopher Sieber como Lord Farquaad, Chester Gregory II como Burro,, John Tartaglia como Pinóquio e Kecia Lewis-Evans como o Dragão.
Durante as pré-estreias, a canção "I Could Get Used to This" foi substituída por "Don´t Let Me Go", e "Let Her In" se tornou "Make a Move". Também durante as pré- estreias, uma breve reprise de "Who I´d Be" era cantada depois que Shrek ouvia o mal entendido comentário de Fiona amar um monstro, o que levava à canção "Build a Wall". Essa reprise foi cortada e "Build a Wall" foi reposicionada após "Morning Person (Reprise)". "Build a Wall" foi cortada posteriormente durante as pré-estreias, mas recolocada novamente no final da temporada.

### Produção na Broadway (2008-10)
Depois de diversas mudanças feitas, o espetáculo teve sua pré-estreia na Broadway, no The Broadway Theatre, em 8 de Novembro de 2008, com estreia oficial realizada em 14 de dezembro do mesmo ano. O elenco incluía d´Arcy James como Shrek, Foster como Fiona, Sieber como Farquaad e Tartaglia como Pinóquio. Daniel Breaker assumiu o papel de Burro, já que a equipe de criação achou que Chester Gregory II não se adequou ao papel. A voz do Dragão foi feita por um coro formado por Haven Burton, Aymee Garcia e Rachel Stern, ao invés de uma solista. Kecia Lewis-Evans, que fez o Dragão em Seattle, recebeu uma proposta para integra o coro do espetáculo na Broadway, mas recusou. Ben Crawford foi stand-in de Shrek e, já nos últimos meses de apresentações, substituiu d´Arcy James. Outras mudanças feitas pela equipe de criação incluíam a retirada de três músicas: "The Line-Up", "More to the Story" e "I Smell a Happy Ending". "Story of My Life", "Build a Wall" e "This is Our Story" foram colocadas em seus respectivos lugares. "Who I´d Be" deixou de ser um solo de Shrek e passou a ser um trio com Fiona e Burro no final do primeiro ato.
A canção "I´m a Believer", que originalmente era tocada enquanto o público deixava o teatro, foi adicionada ao repertório em 2 de Outubro de 2009, e cantada por todo o elenco no final do espetáculo. A produção do espetáculo na Broadway recebeu um total de doze Drama Desk Awards e oito indicações ao Tony Awards, incluindo o Tony de Melhor Musical e prêmios de interpretação para d´Arcy James, Foster e Sieber. O espetáculo ganhou o Drama Desk de Melhor Ator em Musical para d´Arcy James, e os Drama Desk de cenário e figurino para Tim Hatley. Na cerimônia do Tony Awards, o elenco completo apresentou um trecho de "Freak Flag" para o medley de abertura do evento; mais tarde, James, Sutton e Breaker apresentaram Sieber, que cantou junto ao coro "What´s Up Duloc?". O CD do espetáculo foi indicado ao Grammy de Melhor Álbum de Musical. O elenco apresentou "I´m a Believer" no Desfile de Ações de Graças de 2009.
A produção encerrou a temporada na Broadway em 3 de Janeiro de 2010, depois de 441 apresentações e 37 pré-estreias. Na época, foi um dos mais caros musicais a estrear na Broadway, com orçamento estimado de 25 milhões de dólares. E, apesar da maioria de boas críticas, não conseguiu recuperar seu investimento inicial. O espetáculo foi, então, extremamente modificado para a turnê nacional.

### Turnê Nacional EUA (2010-11)
Uma turnê nacional teve início na América do Norte com pré-estreias no Cadillac Palace Thetre, em Chicago, a partir de 13 de Julho de 2010, com estreia em 25 de Julho. Rob Ashford se torna co-diretor, já que a equipe de criação da Broadway fez diversas mudanças. A produção divulgou o lançamento de um Dragão totalmente novo. A turnê também apresentou uma nova abertura, novas músicas e números aperfeiçoados de ilusionismo melhorados em relação à Broadway. Muitas mudanças foram feitas para a turnê, incluindo uma nova música cantada pelo Dragão, intitulada "Forever", substituindo "Donkey Pot Pie". A voz do Dragão também passou a ser feita da coxia, por uma única vocalista, com quatro manipuladores controlando os movimentos do boneco de quase oito metros de altura. A canção seria apresentada em todas as produções subsequentes. Os cenários foram adaptados para se adequar à turnê, e algumas letras e músicas, assim como seus andamentos, foram redefinidos. Além disso, para se alinhar ao roteiro revisado, "What´s Up Duloc?" foi colocado antes de "I Know It´s Today". O Espelho Mágico também foi cortado.
O elenco original de turnê apresentava Eric Petersen como Shrek, Haven Burton como Princesa Fiona e Alan Mingo Jr. como Burro. Carrie Compere fez o Dragão, e Blakely Slaybaugh interpretou o Pinóquio. O papel de Lord Farquaad inicialmente ficou a cargo de Todd Buonopane, no entanto, uma saída inexplicável de Buonopane fez com que David F.M. Vaughn, que estava atuando como Lobo Mau na época, assumisse o papel. Nenhuma explicação foi dada sobre a saída de Buonopane. Petersen, Burton e Vaughn eram todos substitutos para seus personagens na temporada da Broadway. A turnê teve sua última apresentação no Pantages Theatre, em Los Angeles, em 31 de Julho de 2011, precedendo produções menores do espetáculo, que começariam a ser realizadas a partir de Setembro daquele ano.

### Produção no West End (2011-13)
Uma versão reduzida, com modificações que incluíam uma nova abertura para agradar mais o público britânico, teve início no West End, no Theatre Royal Drury Lane, em 6 de Maio de 2011. Nigel Linday foi anunciado como Shrek, Richard Blackwood como Burro, Nigel Harman como Lord Farquaad e Amanda Holden como Princesa Fiona. Landi Oshinowo interpretou o Dragão, e Jonathan Stewart deu vida ao personagem Pinóquio. A estreia oficial foi realizada em 14 de junho de 2011. A maioria das críticas foram positivas sobre a produção e elogiavam em particular a atuação de Harman, rotulando-o como "histericamente engraçado". The production extended its booking period through October 21, 2012.Assim como na primeira turnê norte-americana, a encenação foi composta por figurinos simples e cenários menos complexos em comparação com os da Broadway. Na tribo das desajustadas criaturas de contos de fadas, os personagens foram modificados para atender melhor ao público britânico. A fim de encurtar a duração do espetáculo, o número musical "Build a Wall" foi cortado. "Don´t Let Me Go" - inicialmente escrita com versos extras para Shrek cantar na versão britânica - foi apresentada nas pré-estreias, mas removida antes da noite de estreia. A cena da chegada do Burro passou a ser inteiramente falada.
O espetáculo foi indicado a um total de quatro prêmio no Laurence Olivier Awards 2012, incluindo as categorias de Melhor Musical, Melhor Ator para Lindsay e Melhor Ator Coadjuvante para Harman, além de Melhor Figurino para Tim Hatley. Harman ganhou o prêmio por sua atuação como Lord Farquaad. O elenco apresentou "Freak Flag" na cerimônia de premiação. Kimberley Walsh, do grupo pop britânico Girls Aloud, assumiu o papel de Princesa Fiona em 5 de Outubro de 2011, depois que Holden anunciou sua gravidez. Dean Chisnall e Neil McDermott assumiram os papéis de Shrek e Lord Farquaad, respectivamente, em 29 de Fevereiro de 2012. Carley Stenson assumiu, posteriormente, como Princesa Fiona, em 23 de Maio de 2012.
Em 31 de Maio de 2011, o elenco apresentou "I´m a Believer" no Britain´s Got Talent e, em 26 de Outubro de 2011, "Morning Person" no The Alan Tichmarsh Show. Em 26 de Dezembro de 2011, o elenco fez uma participação no especial de Natal do programa Jim´ll Fix It, apresentado por Shane Ritchie, realizando o sonho da menina de nove anos Emma Bate de aparecer no espetáculo. Na terceira apresentação ao vivo televisionada do espetáculo, o elenco apresentou "I Know It´s Today", no programa This Morning, para o episódio de 6 de Janeiro de 2012. Em 12 de Dezembro de 2012, o elenco cantou "Rockin Around the Christmas Tree" no This Morning, em sua segunda aparição no programa. A aclamada produção londrina do espetáculo terminou depois de 715 apresentações, em 24 de Fevereiro de 2013. Os produtores anunciaram seu plano de viajar com Shrek pelo Reino Unido em 2014.

### Primeira Turnê Non-Equity EUA (2011-12)
A segunda turnê na América do Norte, produzida pela NETworks e apresentando um elenco sem registro profissional (non-equity), foi lançada em 9 de setembro de 2011, no Capitol Theatre, em Washington. Lukas Poost foi Shrek, com Liz Shivener como Princesa Fiona, André Jordan como Burro e Merritt David Janes como Lord Farquaad. Também no elenco esteve Luke Yellin como Pinóquio e Kelly Teal Goyette como o Dragão. A turnê oficial teve início em Portland, Oregon, em 13 de Setembro de 2011. As mudanças que foram feitas para a produção londrina, incluindo a nova abertura, foram incorporadas à turnê (com exceção de "Don´t Let Me Go", que permaneceu no repertório). A turnê rodou os Estados Unidos até 29 de Abril de 2012, com sua apresentação final em Springfield, Missouri, antes de partir para a Asia.

### Primeira Turnê Non-Equity Ásia (2012)
A turnê, que a partir de então tinha Jeremy Gaston como Burro e Courtney Daniels como Dragão, começou no Centro de Convenções de Kuala Lumpur, na Malásia, em 19 de Junho de 2012, e terminou no Shanghai Culture Square, na China, em 5 de Agosto de 2012.

### Segunda Turnê Non-Equity EUA (2012-13)
A segunda turnê non-equity teve início em 5 de Outubro de 2012, em Anchorage, Alaska. O elenco teve Perry Sook como Shrek, Whitney Winfield como Princesa Fiona, Jeremy Gaston como Burro e Christian Marriner como Lord Farquaad, com Courtney Daniels dando voz ao Dragão e Tony Johnson no papel de Pinóquio. Essa turnê terminou em 7 de abril de 2013, em Reno, Nevada.

### Produção Brasileira
No Brasil, o espetáculo foi produzido pela Kabuki Produções, responsável pela montagem de outros espetáculos das Broadway no país, como Jekyll & Hyde. Estreou no Rio de Janeiro em 14 de Dezembro de 2012, no Teatro João Caetano, até 28 de Abril de 2013. Depois, realizou apresentações no Teatro Positivo, em Curitiba (PR) e, realizou temporada em São Paulo, no Teatro Bradesco, a partir de Setembro de 2013. O orçamento da produção brasileira é de R$ 10 milhões. O elenco original no Rio de Janeiro apresentava Diego Luri no papel do protagonista Shrek, Sara Sarres como Fiona, Rodrigo Sant´Anna como Burro e Marcel Octavio na pele do Lord Farquaad. Na temporada de São Paulo Beto Sargentelli assumiu o papel de Burro Falante, bem como Giulia Nadruz assumiu o papel de Fiona e Felipe Tavolaro o papel de Lord Farquaad. Camila Braunna deu voz à dragona de oito metros que sobrevoou o palco do Teatro João Caetano nas mãos de quatro manipuladores. O Pinóquio, no Brasil, foi vivido pelo ator Lucas Drummond. Bill Damaschke, representante da DreamWorks que esteve no Brasil para assistir ao espetáculo, afirmou: "Realmente me surpreendi! Uma grande emoção ver a paixão desta equipe brasileira, que fez uma das produções mais criativas que já ví!"
A versão brasileira do texto foi assinada por Cristina Bério, que fez também a tradução das animações de Shrek para o português. Já a direção musical ficou a cargo de Marcelo Castro, vencedor do prêmio Shell de 2011 por “O Violinista no Telhado”. A versão das músicas para o português foi concebida por Claudio Botelho, conhecido por dezenas de outras versões para espetáculos da Broadway no Brasil. São 90 cenários, 200 figurinos, 80 microfones e 24 atores em cena. As cenas de ilusionismo, incluindo a levitação da Fiona na cena do casamento, foram projetadas pelo ilusionista Issao Imamura. Para esta cena, apenas na temporada carioca foram consumidas 3,5 toneladas de gelo seco.

### Outras Produções Internacionais
As seguintes produções adquiriram os direitor do musical, que foram disponibilizados para produções independentes nos Estados Unidos e ao redor do mundo, que optassem por encenar suas próprias versões do espetáculo, com a mesma música, texto e letras intactos e sua própria concepção para cenário, figurino e outros elementos criativos:
Israel, Ásia (2010)
Uma versão de pequeno porte do musical foi feita em Israel, no Oeste da Ásia, em Agosto de 2010. Dvir Bendek estrelou no papel título, com Dana Frieder como Princesa Fiona, Yaacov Cohen como Burro e Zion Baruch como Lord Farquaad.
Gdynia, Polônia (2011-)
Uma produção polonesa teve início em Gdynia em 1º de Setembro de 2011.
Diversos atores dividiram os papéis principais: Rafal Ostrowski, Pawel Tucholski e Jacek Wester como Shrek, Agnieszka Babicz, Magdalena Smuk e Marta Wiejak como Princesa Fiona, Kamil Dominiak, Tomasz Wiecek e Krzysztof Wojciechowski como Burro e Lukasz Dziedzic Sebastian Wislocki e Janusz Zak como Lord Farquaad.
Madri, Espanha (2011)
Uma produção espanhola passou pelo Teatro Nuevo Apolo de 21 de Setembro de 2011 a 8 de Janeiro de 2012. O elenco contou com Enrique Sequero e Miguel A. Gamero no papel título, com Mirela Cabero e Silvia Villaú como Princesa Fiona, Héctor Fernández e Jorge Bettancor alternando como Burro, e Jaume Ortanobas e Antonio Rodenas como Lord Farquaad.
Paris, França (2012)
Uma produção francesa foi realizada no Casino de Paris de 8 de Fevereiro de 2012 a 4 de Março do mesmo ano. O elenco principal incluía Michel Lerousseau (Shrek), Nathalie Lhermitte (Princesa Fiona), Guillaume Beaujolais (Lord Farquaad) e Julien Plantier (Burro).
Itália (2012–13)
Uma turnê italiana teve início em 9 de Outubro de 2012 no Teatro Nuovo, em Milão. A produção visitou, posteriormente, Gênova, Bolonha, Padova e Roma. Terminou em Roma, em 23 de Fevereiro de 2013.
Países Baixos (2012–13)
Com produção da Albert Verlinde Entertainment, o musical esteve em temporada no RAI Theater, em Amsterdã, desde 26 de Outubro de 2012. A turnê terminou em março de 2013, com passagem anunciada pela Bélgica. Shrek foi interpretado por William Spaaij, com Kim-Lian van de Meij como Princesa Fiona e Jamai Lohman como Lord Farquaad.
Manila, Filipinas (2012)
Uma produção foi realizada de 16 de Novembro a 9 de Dezembro de 2012.
Tallinn, Estônia (2013)
Uma produção realizou 30 apresentações no Nokia Concert Hall em Tallinn, Estônia, em março de 2013.
Karlstad, Suécia (2013)
Uma versão sueca do espetáculo, produzida pela Wermland Opera, teve início em 25 de Abril de 2013 no Grand Theatre, em Karlstad, Suécia.
St. Louis, Missouri, EUA (2013)
Sob direção do integrante oficial do elenco da Broadway John Tartaglia, a primeira produção regional de Shrek foi o segundo espetáculo encenado no The Muny, em St.Louis, Missouri. De 24 a 30 de junho de 2013, ao ar livre, Stephen Wallen foi Shrek, Julia Murney interpretou Fiona, Rob McClure deu vida a Lord Farquaad e Michael James Scott assumiu o papel de Burro, com Christian Daniel como Pinóquio e Natalie Venetia Belcon como o Dragão. Alexander Gemignani foi originalmente anunciado para o papel títulomas abandonou a produção para trabalhar no remake de Chicago.
Califórnia, EUA (2013)
Produzido pela 3-D Theatricals e dirigido pelo ex-integrante do elenco oficial da Broadway David F.M. Vaughn, uma nova produção regional está sendo realizada no verão de 2013. De 19 de Julho a 4 de Agosto de 2013 no Plummer Auditorium, em Fullerton, e depois no Performing Arts Center, em Redondo Beach, de 9 a 11 de Agosto de 2013.
Austrália (2012)
O produtor teatral John Frost, responsável pela versão australiana de Wicked, comprou os direitos para produzir o espetáculo Shrek. A previsão inicial era de estrear em 2012, com "teatro a ser definido". Até 2013, nenhuma nova informação foi dada sobre a produção do espetáculo no país.
Tóquio, Japão (2018)
Produzido pela Teatro Imperial e dirigido pelo diretor do elenco oficial da Broadway Jason Moore, uma nova produção regional está sendo realizada no verão de 2018.

## Sinopse Original
Ato I
A estória começa com um ogro chamado Shrek contando à plateia sobre sua infância e como, em seu aniversário de sete anos, seus pais o mandaram embora de casa para viver sua própria vida mundo afora. Eles o advertem de que, por causa de sua aparência, todos o odiarão e ele não terá um final feliz. Mais tarde, um amargurado e duro Shrek está vivendo contente e sozinho em um pântano ("Big Bright Beautiful World"). Sua solidão é interrompida quando todas os seres de contos de fadas começam a aparecer em sua propriedade, incluindo uma série de elfos, fadas e outras criaturas encantadas. Pinóquio revela que foi expulso do Reino de Duloc pelo pequeno Lord Farquaad ("Story of My Life"). Com incentivo de Pinóquio e sua turma, Shrek decide viajar ao encontro de Farquaad para tentar recuperar sua privacidade ("The Goodbye Song"). Ao longo do caminho, Shrek relutantemente resgata um falante Burro de alguns capangas do Farquaad. Burro insiste em seguir junto com Shrek ("Don´t Let Me Go").
Enquanto isso, Lord Farquaad está torturando o Homem-Biscoito para revelar o paradeiro da princesa com quem ele deseja casar para se tornar rei. Eles são interrompidos pelo carrasco Telônius, que revela que os guardas de Farquaad adquiriram um Espelho Mágico. O Espelho revela que a Princesa Fiona está atualmente trancada em uma torre cercada por lava e guardada por um dragão que cospe fogo. Farquaad corre para preparar o casamento antes que o Espelho possa contar a ele o que acontece a Fiona durante a noite. O Espelho então mostra à plateia a história de Fiona desde a infância. Uma Fiona de sete anos sonha com um bravo cavaleiro que, segundo seu livro de estórias, a resgatará um dia de sua torre e dará fim a sua misteriosa maldição com o primeiro beijo do amor verdadeiro ("True Love´s First Kiss"). Com o tempo, torna- se uma adolescente e, depois, já adulta, torna-se um pouco doida e bipolar, mas nunca perde sua fé nos contos de fadas ("I Know It´s Today"). Shrek e Burro chegam a Duloc e caminham até o palácio de Farquaad. Perto dali, Farquaad expressa seu amor por seu reino ("Welcome to Duloc" / "What´s Up, Duloc?"). Shrek e Burro se aproximamde Farquaad. Impressionado com o tamanho e a aparência do ogro, Farquaad ordena que Shrek execute o resgate e, como recompensa, dará a ele as escrituras de seu pântano.
Os dois amigos partem em busca de Fiona, com Shrek ficando cada vez mais irritado com o tagarela Burro ao longo do tempo ("Travel Song"). Depois de atravessar uma frágil e velha ponte e chegar ao castelo, Shrek segue sozinho para resgatar Fiona, enquanto o Burro encontra uma feroz Dragão fêmea que inicialmente quer comer ele, mas, então, decide prendê-lo para ela, depois que o Burro demonstra seu charme ("Donkey Pot Pie"). Quando Shrek encontra Fiona, sua falta de interesse em agir como ela deseja, em uma cena romântica, irrita a princesa, e Shrek precisa retirá-la do local a força. Os dois se unem a Burro e os três tentam escapar enquanto são perseguidos pelo furioso Dragão. Shrek pega o Dragão em uma armadilha e eles conseguem chegar a uma terra segura ("This Is How a Dream Comes True"). Fiona, então, insiste que Shrek revele sua identidade e fica estarrecida que seu salvador seja um ogro e não o Príncipe Encantado, conforme diziam as estórias. Shrek explica que ele foi enviado pelo Lord Farquaad, que deseja se casar com ela. O trio começa sua jornada de volta ao palácio de Farquaad, mas Fiona fica apreensiva quando o sol começa a se por. Ela insiste que eles descansem durante a noite e diz que deve passar a noite sozinha, em uma caverna próxima. Burro e Shrek continuam acordados, e Burro, satisfeito por ser chamado por Fiona de "nobre corcel", pergunta a Shrek quem ele gostaria de ser, se ele não tivesse que ser mais um ogro. Conforme Shrek se abre com seu novo amigo, Fiona, transformada em ogra, ouve, à luz da lua ("Who I´d Be").
Ato II
No dia seguinte, a Princesa Fiona levanta cedo, canta com um pássaro azul até ele explodir e dança com um veado lançando-no acidentalmente. Ela também assiste ao Flautista Mágico, que encanta seus ratos com música ("Morning Person"). Shrek baixa o humor da princesa zombando de seu futuro noivo e de sua vida na torre. Os dois começam uma disputa de superioridade, tentando convencer o outro revelando seus respectivos passados ("I Think I Got You Beat"). Ambos admitem ter sido abandonados por seus pais. Neste contexto, uma sucessão de peidos e arrotos barulhentos une os dois em uma bela amizade. Enquanto isso, em Duloc, Lord Farquaad planeja seu casamento, e conta sua história de vida depois que Telônius insiste para que ele convide seu pai ("The Ballad of Farquaad"). Conforme a recém descoberta camaradagem entre Shrek e Fiona se transforma em amor, o Burro insiste, com a ajuda de três ratas cegas, que Shrek deveria ter coragem e romanticamente se declarar para Fiona ("Make a Move"). Shrek, finalmente começando a sair de seu casulo, tenta encontrar palavras para expressar seus sentimentos a Fiona ("When Words Fail").
Enquanto Shrek está procurando uma flor para Fiona, o Burro descobre que Fiona se transforma em ogra à noite, e ela confessa que foi enfeitiçada na infância, dizendo ser este o motivo de ter sido presa na torre. Somente um beijo de seu verdadeiro amor a levaria de volta à sua forma perfeita. Shrek chega perto do fim da conversa e entende errado a descrição de Fiona sobre si mesma como um monstro horrível. Ele acha que ela está falando dele. Magoado por sua conclusão precipitada, Shrek fica furioso. No dia seguinte, de volta à sua forma humana, Fiona decide contar a Shrek sobre sua maldição ("Morning Person (Reprise)"). Quando Fiona tenta explicar, Shrek a rejeita. Lord Farquaad então chega para concluir a negociação feita com Shrek. Embora não muito impressionada com Farquaad, Fiona concorda em casar com ele e insiste que a cerimônia seja antes do por-do-sol. Enquanto o casal parte para Duloc, o Burro tenta explicar o mal entendido a Shrek, que também o rejeita com raiva, declarando que vai voltar para seu pântano sozinho e construir um muro em volta de si para separá-lo do mundo ("Build a Wall").
As criaturas de contos de fadas, temendo ter que se mudar para um lixão, decidem enfrentar Farquaad. Eles não aceitam mais que, por serem esquisitos, possam ser odiados. A Mãe Urso e a turma convencem um amargurado Pinóquio e juntam forças, declarando que levantarão a bandeira de quem são e vencerão seus opositores ("Freak Flag"). Shrek volta para seu pântano, mas sente falta de Fiona. Burro o segue e convence Shrek de sua amizade, perdoando o ogro por suas palavras duras. Shrek pede desculpas e Burro o convence de que Fiona realmente o ama. Os dois correm de volta para Duloc. Shrek interrompe o casamento antes que Farquaad possa beijar Fiona, que convence o Lord a deixar Shrek falar com ela. Shrek finalmente encontra as palavras para expressar seus sentiemntos e declara seu amor por ela ("Big Bright Beautiful World (Reprise)"). Contudo, sua declaração de amor é zombada por Lord Farquaad. Entre seu amor por Shrek e seu desejo de quebrar a maldição, Fiona tenta fugir, mas as criaturas de contos de fadas invadem o casamento e protestam contra o exílio. Eles estão acompanhados por um anão zangado, que se apresenta como pai de Farquaad. Farquaad alega que foi abandonado por Zangado na floresta quando criança, mas o anão revela a verdadeira razão de ter expulsado Farquaad: Ele tinha, na verdade, 28 nos e não queria se mudar de seu porão. Durante a conversa, o sol se põe, fazendo com que Fiona se transforme em ogra na frente de todos. Farquaad, furioso e enojado com a mudança ordena que Shrek seja assassinado e Fiona banida de volta para a torre. Farquaad se proclama o novo rei, mas Shrek assobia para que o Dragão, já livre do castelo, venha. O Dragão entra pelas janelas quebrando os vidros e destrói Lord Farquaad com seu fogo. Admitindo o amor que um sente pelo outro, Shrek e Fiona se beijam. A maldição de Fiona é quebrada e ela assume sua verdadeira forma: uma ogra. Primeiro, ela fica com vergonha de sua aparência, mas Shrek diz que ela ainda está bonita. Shrek e Fiona começam, então, uma nova vida juntos, com todos celebrando ("This Is Our Story"). Todos vivem felizes para sempre ("I´m a Believer").
Nota: "I´m a Believer" foi adicionada ao repertório da produção na Broadway em 2 de outubro de 2009 e, desde então, tem sido usado em todas as montagens posteriores.

## Elencos
| Personagens    | Seattle            | Broadway                                          | Turnê EUA          | West End          | St. Louis, The MUNY      | Rio de Janeiro    | Paraná         | São Paulo         |
| -------------- | ------------------ | ------------------------------------------------- | ------------------ | ----------------- | ------------------------ | ----------------- | -------------- | ----------------- |
| Shrek          | Brian d'Arcy James | Brian d'Arcy James                                | Eric Petersen      | Nigel Lindsay     | Stephen Wallem^          | Diego Luri        | Diego Luri     | Diego Luri        |
| Burro          | Chester Gregory    | Daniel Breaker                                    | Alan Mingo, Jr.    | Richard Blackwood | Michael James Scott      | Rodrigo Sant'Anna | Fabrício Negri | Rodrigo Sant'Anna |
| Princesa Fiona | Sutton Foster      | Sutton Foster                                     | Haven Burton       | Amanda Holden     | Julia Murney             | Sara Sarres       | Sara Sarres    | Giulia Nadruz     |
| Lord Farquaad  | Christopher Sieber | Christopher Sieber                                | David F.M. Vaughn≠ | Nigel Harman      | Rob McClure              | Marcel Octavio    | Marcel Octavio | Felipe Tavolaro   |
| Dragão         | Kecia Lewis-Evans  | Haven Burton, Aymee Garcia, Rachel Stern (chorus) | Carrie Compere     | Landi Oshinowo    | Natalie Ventia Belcon    | Camila Braunna    | Camila Braunna | Camila Braunna    |
| Pinóquio       | John Tartaglia     | John Tartaglia                                    | Blakely Slaybaugh  | Jonathan Stewart  | Anthony Christian Daniel | Lucas Drummond    | Lucas Drummond | Marcelo Ferrari   |
| Homem-Biscoito | Haven Burton       | Haven Burton                                      | Aymee Garcia       | Alice Fearn       | Heather Jane Rolff       | Gisele Lima       | Gisele Lima    | Raquel Paulin     |

^ Alexander Gemignani foi anunciado inicialmente como Shrek.
≠ Todd Buonopane atuou como Lord Farquaad nas pré-estreias da Turnê EUA, mas deixou o espetáculo antes
da estreia. Seu substituto, Vaughn, assumiu o papel em tempo integral, apresentando-se na noite de estreia.

## Banished fairytale creatures
| Seattle & Broadway (17) - Pinóquio - Fada do Torrão de Açúcar & Homem-Biscoito - Porquinho da Casa de Tijolo - Porquinho da Casa de Palha - Porquinho da Casa de Madeira - Lobo Mau - Bruxa Má - Mamãe Urso - Papai Urso - Filho Urso - Peter Pan - Patinho Feio - Humpty Dumpty - Coelho Branco - Fada Madrinha - Gnomo - Elfo Sapateiro - Chapeleiro Maluco | West End (18) - Pinóquio - Fada do Torrão de Açúcar & Homem-Biscoito - Porquinho da Casa de Tijolo - Porquinho da Casa de Palha - Porquinho da Casa de Madeira - Lobo Mau - Bruxa Má - Mamãe Urso - Papai Urso - Filho Urso - Peter Pan - Patinho Feio - Humpty Dumpty - Coelho Branco - Fada Madrinha - Chapeleiro Maluco - Tweedle Dee - Tweedle Dum | Turnê Nacional EUA (14) - Pinóquio - Fada do Torrão de Açúcar - Porquinho da Casa de Tijolo - Porquinho da Casa de Palha - Porquinho da Casa de Madeira - Lobo Mau - Bruxa Má - Mamãe Urso & Homem-Biscoito - Papai Urso - Filho Urso - Peter Pan - Patinho Feio - Elfo Sapateiro - Tweedle Dum ≠≠ | Brasil (14) - Pinóquio - Fada Madrinha & Homem-Biscoito - Porquinho da Casa de Tijolo - Porquinho da Casa de Palha - Porquinho da Casa de Madeira - Lobo Mau - Bruxa Má - Mamãe Urso - Papai Urso - Filho Urso - Peter Pan - Patinho Feio - Humpty Dumpty - Elfo Sapateiro |  |

≠ Em Setembro de 2009, durante a temporada na Broadway, Humpty Dumpty foi substituído por Tweedle Dum.
≠≠ Para ambas as turnês non-equity, a Fada Madrinha tomou o lugar do Tweedle Dum.

## Números Musicais

### Broadway
| Ato I - "Overture" / "Big Bright Beautiful World" – Mamãe Ogra, Papai Ogro e Shrek - "Story of My Life" – Guarda e Criaturas de Contos de Fadas - "The Goodbye Song" – Shrek e Criaturas de Contos de Fadas - "Don't Let Me Go" – Burro - "I Know It's Today" – Fiona Criança, Fiona Adolescente e Fiona - "Welcome to Duloc" / "What's Up, Duloc?" – Lord Farquaad e Povo de Duloc - "Travel Song" – Burro e Shrek - "Donkey Pot Pie" – Burro e Dragão - "This is How a Dream Comes True" – Fiona, Shrek, Burro e Dragão - "Who I'd Be" – Shrek, Fiona e Burro | Ato II - "Morning Person" – Fiona e Flautista Mágico - "I Think I Got You Beat" – Fiona e Shrek - "The Ballad of Farquaad" – Lord Farquaad, Thelônius e Guardas - "Make a Move" – Burro e Ratas Cegas - "When Words Fail" – Shrek - "Morning Person" (Reprise) – Fiona - "Build a Wall" – Shrek - "Freak Flag" – Criaturas de Contos de Fadas - "Big Bright Beautiful World" (Reprise) – Shrek - "This Is Our Story" – Fiona, Shrek, Burro e Criaturas de Contos de Fadas - "I'm a Believer" – Todos (desde 2 de Outubro de 2009) |

≠ Não incluída na gravação do elenco original da Broadway.

### West End
| Ato I - "Overture" / "Big Bright Beautiful World" – Shrek, Mamãe Ogra, Papai Ogro, Fiona, Rei Harold, Rainha Lílian, Aldeões - "Story of My Life" – Guarda e Criaturas de Contos de Fadas - "The Goodbye Song" – Shrek e Criaturas de Contos de Fadas - "Welcome to Duloc" / "What's Up, Duloc?" – Lord Farquaad e Povo de Duloc - "I Know It's Today" – Fiona Criança, Fiona Adolescente e Fiona - "Travel Song" – Burro e Shrek - "Forever" – Dragão, Burro e Cavaleiros - "This is How a Dream Comes True" – Fiona, Shrek, Burro e Dragão - "Who I'd Be" – Shrek, Fiona e Burro | Ato II - "Morning Person" – Fiona, Flautista Mágico e Ratos Sapateadores - "I Think I Got You Beat" – Fiona e Shrek - "The Ballad of Farquaad" – Lord Farquaad, Thelônius e Guardas - "Make a Move" – Burro e Ratas Cegas - "When Words Fail" – Shrek - "Morning Person" (Reprise) – Fiona - "Freak Flag" – Criaturas de Contos de Fadas - "Big Bright Beautiful World" (Reprise) – Shrek - "This Is Our Story" – Fiona, Shrek, Burro e Criaturas de Contos de Fadas - "I'm a Believer" – Todos |

### Brasil
| Ato I - "Abertura" / "Mundo Grande e Feliz" – Shrek, Mamãe Ogra, Papai Ogro, Fiona, Rei Harold, Rainha Lílian, Aldeões - "Uma Vida Uó" – Guarda e Criaturas de Contos de Fadas - "Hora do Adeus" – Shrek e Criaturas de Contos de Fadas - "Deixa Eu Ficar" – Burro - "E Aí, Duloc?" – Lord Farquaad e Povo de Duloc - "É Hoje, Eu Sei" – Fiona Criança, Fiona Adolescente e Fiona - "Canção de Viagem" – Burro e Shrek - "Pra Sempre" – Dragão, Burro e Cavaleiros - "Vejo o Sonho Acontecer" – Fiona, Shrek, Burro e Dragão - "Um Outro Eu" – Shrek, Fiona e Burro | Ato II - "De Manhã Tô Pronta" – Fiona, Flautista Mágico e Ratos Sapateadores - "Sofri Mais Que Você" – Fiona e Shrek - "Balada do Farquaad" – Lord Farquaad, Thelônius e Guardas - "Vai Nessa Pra Pegar" – Burro e Ratas Cegas - "Não Sei Como Falar" – Shrek - "De Manhã Tô Pronta (Reprise)" – Fiona - "Um Muro Em Volta de Mim" – Shrek - "Bota Pra Quebrar" – Criaturas de Contos de Fadas - "Mundo Grande e Feliz (Reprise)" – Shrek - "É a Nossa História" – Fiona, Shrek, Burro e Criaturas de Contos de Fadas - "E Agora Acredito" – Todos |

## Gravações
A gravação do elenco original da Broadway foi feita em 12 de Janeiro de 2009 e lançada em 24 de março de 2009 pela Decca Broadway Reccords.
O álbum chegou à primeira posição nas paradas da Billboard, na catergoria de gravações de elencos e integrou o top 200 da Billboard em 88º.
"I'm a Believer" também não consta na gravação porque só foi adicionada ao repertório em 2 de Outubro de 2009. No entanto, foi lançada como parte de um álbum com os maiores sucessos cantados por elencos da Broadway, em 17 de Novembro de 2009, e está disponível para download via iTunes, assim como a música "More to the Story", cantada por Fiona, que foi cortada da produção final da Broadway.
Em 4 de Dezembro de 2009, quando os indicados do Grammy Awards foram anunciados, a gravação do elenco foi indicada ao prêmio de Melhor Álbum de Espetáculo Musical. "Donkey Pot Pie" (incluída na gravação de elenco do espetáculo) foi posteriormente substituída por "Forever" para a turnê nacional e todas as produções subsequentes. A danção ficou disponível no iTunes em 2011. Foi gravada durante uma apresentação ao vivo da turnê nacional em Chicago, e apresenta Carrie Compere como Dragão e Alan Mingo Jr. como Burro.
O elenco original de Londres gravou um single de "I´m a Believer" para fins promocionais. O videoclipe completo pode ser encontrado no canal oficial do espetáculo no YouTube. No Outono de 2012, o elenco final de Londres, encabeçado por Dean Chisnall (Shrek) e Carley Stenson (Fiona) gravou um single cover de "Rockin´ Around The Christmas Tree" como homenagem às festas de fim de ano. A gravação do elenco original espanhol foi feita entre Agosto e Setembro de 2011 e lançada em Setembro. O álbum em espanhol inclui as músicas adicionadas posteriormente ao repertório, como "Forever" e "I´m a Believer", além de orquestrações diferentes da gravação da Broadway e dos arranjos feitos para a turnê nacional.

## Recepção
O musical recebeu muitas críticas positivas. Ben Brentley escreveu no The New York Times: "Shrek", para que fique registrado, não é ruim... Como o personagem título, um misantropo ogro verde que aprende a amar, o talentoso Sr. James é... encoberto com enchimentos e próteses... Como o mau, psicologicamente alterado Lord Farquaad, o engraçadíssimo Christopher Sieber precisa andar de joelhos, com perninhas falsas penduradas à frente". Ele elogia Sutton Foster como "uma inspirada comediante de musical com pleno domínio do que faz... Srta. Foster diverte e triunfa em movimentos clássicos de comédia musical, criando um personagem completo e real ao mesmo tempo".
A Variety Magazine observou que a produção teve um orçamento de 24 milhões de dólares. Qualquer "adereço a nível de parque temático é compensado pelo humor eficaz no texto e nas letras de David Linday Abaire. O verdadeiro mérito da produção, no entanto, é que o espetáculo visual e os objetos de cena gigantescos não ofuscam a personalidade dos atores e de seus personagens. O coro é talentoso e os quatro protagonistas, particularmente, não poderiam ser melhores.
A Associated Press disse que "o pessoal da Dreamworks teve a proeza de assegurar que nos divertiríamos em "Shrek - O Musical", a generosa adaptação para os palcos do longa de animação produzido pela empresa. Na maior parte do tempo, tiveram êxito, graças ao talento e à insinuante performance dos quatro principais atores do espetáculo. Os cenários gigantes e figurinos coloridos (ambos idealizados por Tim Hatley) são tão visualmente cativantes que frequentemente nos distraem do que estáacontecendo na estória e no repertório. A compositora Jeanine Tesori escreveu melodias pop atraentes e ecléticas que variam de um despachado "Travel Song" até um dueto animado chamado "I Got You Beat" feito para Shrek e Fiona, que se divertem em seus barulhentos gases". A crítica também observou que as letras de Lindsay Abaire são frequentemente divertidas e espirituosas.